# 宇治 (宇治市)
宇治（うじ）は、京都府宇治市の町名。

## 地理
宇治市の中央部に位置しており、莵道や槇島町、小倉と隣接している。駅周辺には平等院や参道といった観光地が多く並んでおり、市内随一の歓楽街である。中心部には宇治川が東西を貫いている。また、内部には天神台・琵琶台・折居台の3つの大字が存在している。世帯数・人口が木幡についで市内2位と非常に多い。3番目は小倉。
河川
- 宇治川
- 井川

小字
- 宇治池森
- 宇治壱番
- 宇治字文字
- 宇治大谷
- 宇治乙方
- 宇治折居
- 宇治金井戸
- 宇治紅斉
- 宇治御廟
- 宇治米阪
- 宇治小桜
- 宇治里尻
- 宇治下居
- 宇治蛇塚
- 宇治善法
- 宇治天神
- 宇治戸ノ内
- 宇治塔川
- 宇治弐番
- 宇治野神
- 宇治半白
- 宇治樋ノ尻
- 宇治琵琶
- 宇治東内
- 宇治東山
- 宇治又振
- 宇治妙楽
- 宇治矢落
- 宇治山田
- 宇治山本
- 宇治蓮華
- 宇治若森
- 宇治山王
- 宇治蔭山

## 世帯数と人口
2025年(令和7年)現在
| 年月日                   | 世帯数    | 人口     | 人口     | 人口     |
| 年月日                   | 世帯数    | 男       | 女       | 合計     |
| ------------------------ | --------- | -------- | -------- | -------- |
| 2015年（平成27年）6月1日 | 9,403世帯 | 10,454人 | 11,273人 | 21727人  |
| 2019年（令和元年）6月1日 | 9,730世帯 | 10,334   | 11,235   | 21,569人 |
| 2020年（令和2年）6月1日  | 9,761世帯 | 10,249人 | 11,172人 | 21,421人 |
| 2023年（令和5年）6月1日  | 9,684世帯 | 9,848人  | 10,842人 | 20,690人 |
| 2025年（令和7年）6月1日  | 9,707世帯 | 9,541人  | 10,604人 | 20,145人 |

## 交通
鉄道
- JR西日本JR奈良線宇治駅
- 京阪電鉄宇治線宇治駅(終点)

バス
- 京都京阪バス[4]
  - <64系統・21/21D系統・27系統>京阪宇治駅〜西町

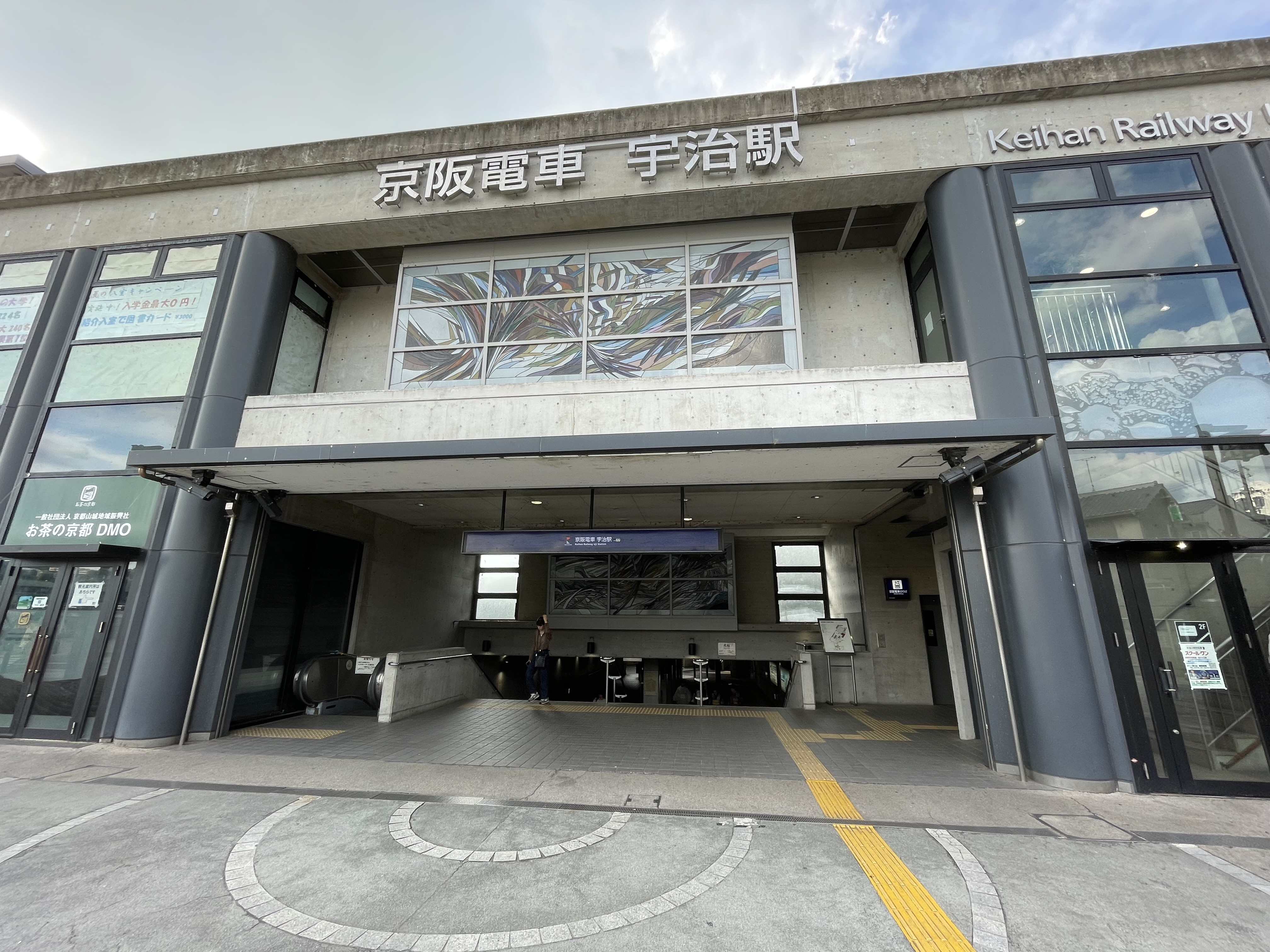
京阪宇治駅

  - <44系統・45系統・240/240A系統・250/250A系統>京阪宇治駅〜琵琶台  琵琶台〜太陽が丘ゲート前(44系統・45系統のみ)
  - <40/40A系統・180系統・182系統184系統・186系統>京阪宇治駅〜白川峠

道路
主要地方道
- 京都府道247号
- 京都府道15号
- 京都府道246号
- 京都府道3号
- 京都府道241号
- 京都府道248号
- 京都府道7号

一般府道
- 京都府道249号

## 観光

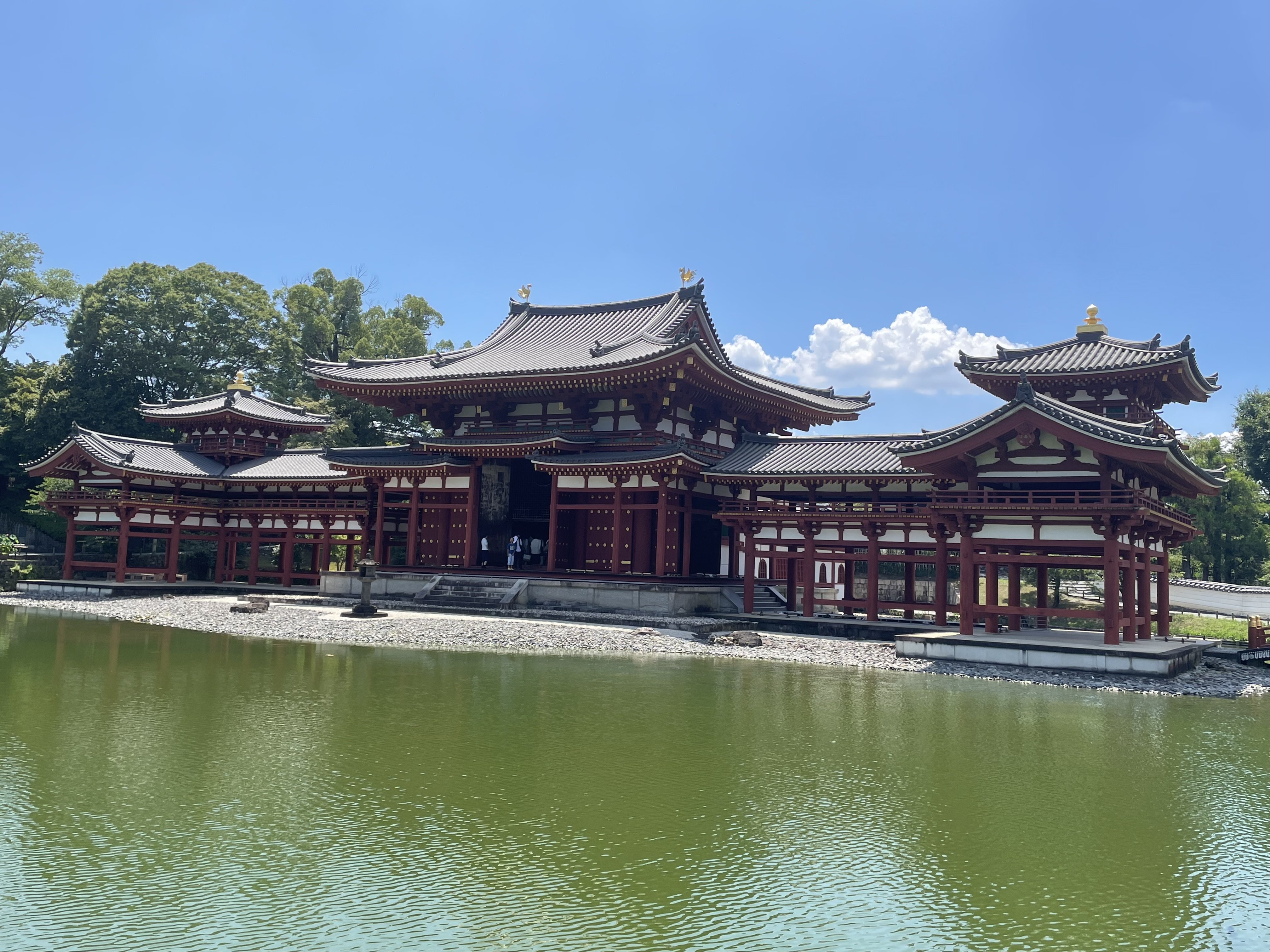
平等院鳳凰堂

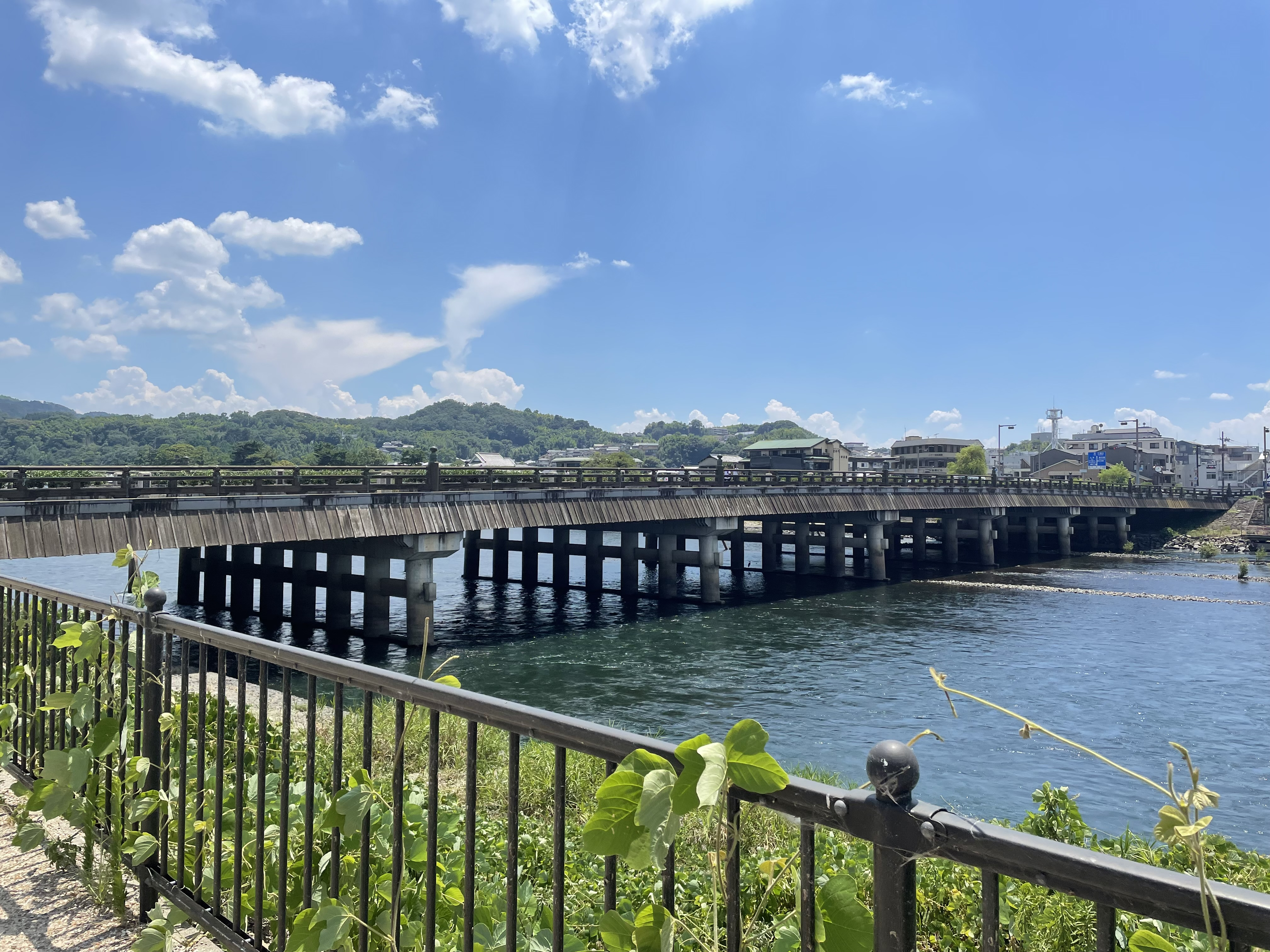
宇治橋

名所・史跡
- 平等院
- 平等院表参道
- 平等院ミュージアム鳳翔館
- 縣神社
- 宇治橋
- 宇治神社
- 宇治上神社
- 恵心院
- 興聖寺宇治橋
- 宇治市源氏物語ミュージアム
- 宝蔵神社
- 山王神社
- 槇ノ尾山城跡
- あじろぎの道
- 宇治市営茶室対鳳庵
- 塔の島
- さわらびの道
- 大吉山展望台
- 宇治代官所跡

## 施設
警察署
- 京都府警察宇治警察署

交番
- 宇治駅前交番

消防
- 宇治市消防本部

郵便局
- 宇治郵便局
- 宇治橋郵便局
- 宇治壱番郵便局

公共施設
- 宇治市役所
- 宇治市総合庁舎
- 山城広域振興局
- 宇治市観光センター
- 山城北保健所
- 宇治市善法保健所
- 宇治市立宇治保健所
- 京都府法務局宇治市局
- 宇治市観光協会
- 京阪宇治駅前観光案内所
- 京都府立山城総合運動公園
- 京都府立宇治公園

銀行
- 京都銀行宇治支店
- 京都中央信用金庫宇治支店
- 近畿労働金庫宇治支店
- 京都信用金庫宇治支店

教育施設
- 菟道小学校
- 菟道第二小学校
- 宇治中学校

## その他
郵便番号 6110021（集配局：宇治郵便局）。